# Nguyễn Phúc Gia Thụy
Nguyễn Phúc Gia Thụy (chữ Hán: 阮福嘉瑞; 25 tháng 11 năm 1825 – 3 tháng 8 năm 1860), phong hiệu Bình Xuân Công chúa (平春公主), là một công chúa con vua Minh Mạng nhà Nguyễn trong lịch sử Việt Nam.

## Tiểu sử
Hoàng nữ Gia Thụy sinh ngày 16 tháng 10 (âm lịch) năm Ất Dậu (1825), là con gái thứ 24 của vua Minh Mạng, mẹ là Cửu giai Tài nhân Trần Thị Trúc. Công chúa là em cùng mẹ với Phú Phong Công chúa Nguyễn Phúc Vĩnh Thụy.
Năm Tự Đức thứ 3 (1850), công chúa Gia Thụy lấy chồng là Phò mã Đô uý Hoàng Văn Thu, người Quảng Trị, con trai của Thống chế Hoàng Văn Hậu. Cả hai có với nhau một con trai và một con gái. Năm Tự Đức thứ 19 (1866), Bính Dần, phò mã Thu mất, được truy tặng chức Cẩm binh Phó vệ.
Năm Tự Đức thứ 13 (1860), Canh Thân, ngày 17 tháng 6 (âm lịch), công chúa Gia Thụy mất, hưởng dương 36 tuổi, được truy tặng làm Bình Xuân Công chúa (平春公主), thụy là Tĩnh Phương (靜芳). Mộ của bà được táng tại Dương Xuân (thuộc Hương Thủy, Thừa Thiên - Huế).